# Лепотица и Звер (стрип)
Лепотица и Звер је 54. епизода стрип серијала Кен Паркер објављена у Лунов магнус стрипу бр. 734. Објавио ју је Дневник из Новог Сада у првој половини 1987. године. Имала је 94 стране и коштала 230 динара (0,35 $; 0,66 DEM). Епизоду је нацртао Иво Милацо, а сценарио написао Ђанкарло Берарди. За насловницу је узета оригиналнова Милацова насловница из 1983. год.

## Оригинална епизода
Оригинална епизода објављена је у фебруару 1983. год. под насловом Boston. Издавач је била италијанска кућа Cepim. Имала је 96 страна и коштала 800 лира.

## Кратак садржај
На Омаха станици (Небраска), Кен у јесен 1877. год. хвата Трансконтинентал Експрес (Јунион Пацифика) за Бостон да би посетио посинка Тебу, који је остао да живи са Бел и њеним сином које је Кен упознао док је живео са Хункпапа индијанцима (ЛМС-428). Пошто не може да нађе место, Кен се yкрцава као слепи путник. Током пута мора да, заједно са најславнијим светским детективима, реши мистериозно убиство.
Под грижом савести, јер шест година није видео Тебу, Кен одлучује да остане у Бостону да би живео заједно са њим. На крају епизоде, Кен проналази посао у детективској агенцији ”Национал”.

## Инспирација детективским романима
У возу се налазе светски славни детективи из детективских романа, којима је Јунион Пацифик у знак захвалности поклонио бесплатно путовање Трансконтинентал експресом. У возу су Аугуст Дупин, Шерлок Холмс, Херкул Поаро, Фило Венс и Елери Квин. (Неро Волф није могао да дође.) Када сазнају да је тајанствени г. Колинс нестао из купеа бр. 13. (очигледна алузија на детективски роман Убиство у Оријент Експресу Агате Кристи), сваки детектив покушава да реши убиство износећи компликоване теорије. Кен, међутим, износи најједноставније решење (принцип Окамове бритве), које се не крају испоставља као тачно.

## Значај епизоде за наставак серијала
Епизода представља прекретницу у серијалу, које ће трајати неколико наредних епизода. Овај период карактерише Кенов престанак живота у дивљини и прилагођавање живота у урбаном окружењу.

## Претходна и наредна епизода
Овој епизоди претходила је епизода Врело живота (ЛМС-704), а након ње објављена је епизода Накит и превара (ЛМС-750). Списак свих епизода серијала Кен Паркера објављених у ЛМС може се погледати овде.